# Galeorhinus galeus
Requin-hâ
Genre
Espèce
Statut de conservation UICN

 CR A2bd : 
En danger critique
Répartition géographique
Le requin-hâ, milandre ou requin à grands ailerons (Galeorhinus galeus) ou school shark ou tope shark pour les anglophones est un requin ovovivipare autrefois très répandu, du nord du cercle polaire arctique au Cap Horn et dans les trois grands océans. Il est parfois improprement nommé vivaneau (nom utilisé pour de nombreuses autres espèces).
Ce requin de la famille des Triakidae et seul représentant du genre monotypique Galeorhinus est aujourd'hui en régression, comme tous les requins, probablement en raison de la surpêche ; il est classé « vulnérable » par l'UICN dans sa Liste rouge des espèces menacées.
Il se déplace et se nourrit depuis les eaux de surface jusqu'à 800 mètres voire jusqu'à 1 100 mètres de fond. Il chasse volontiers au-dessus du fond.

Il peut vivre 55 ans.
Il est pêché pour sa chair et surtout ses ailerons et son foie (riche en vitamine A).

## Description

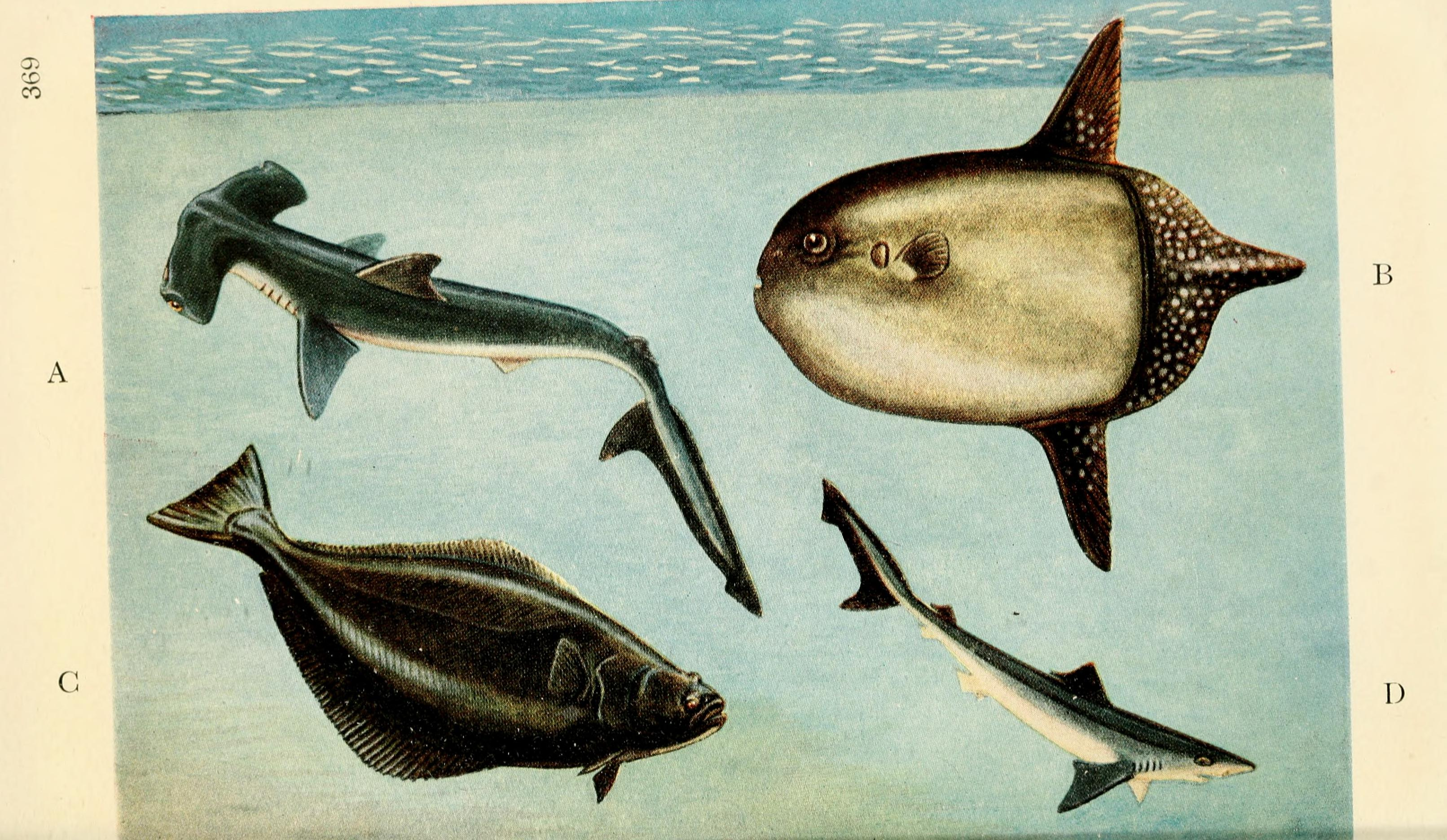
Livre "Field book of giant fishes" par J. R. Norman et F. C. Fraser publié en 1949, Planche 5 page 369 : A. Requin-marteau commun (Sphyrna zygaena), B. Poisson-lune lancéolé (Masturus lanceolatus syn. Mola lanceolata), C. Flétan de l'Atlantique (Hippoglossus hippoglossus), D. Requin hâ ou Milandre (Galeorhinus syn. Eugaleus galeus)

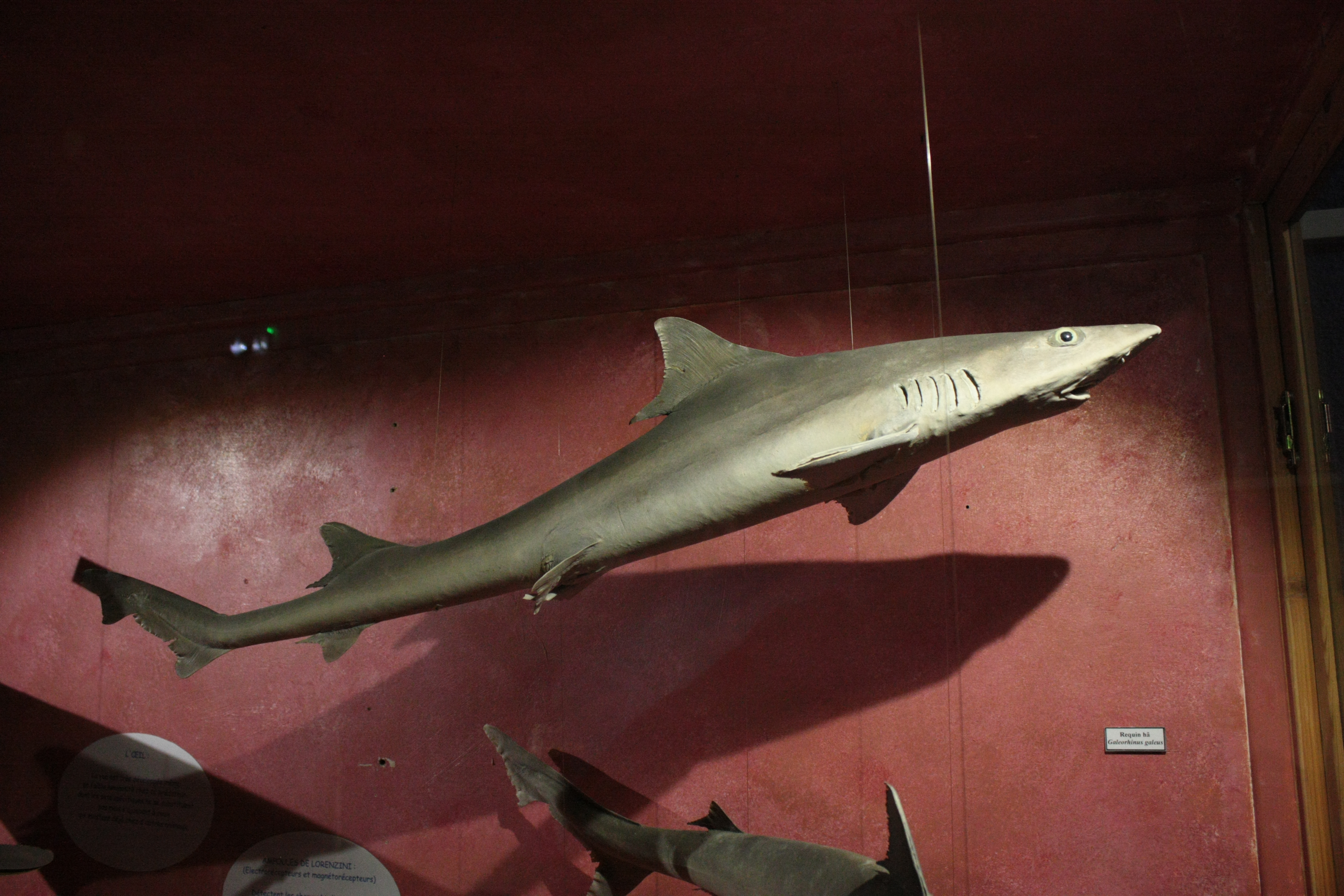
Requin hâ, Museum d'Histoire Naturelle de Perpignan

Les requins adultes matures mesurent de 135 à 175 centimètres pour les mâles et de 150 à 195 centimètres pour les femelles,.

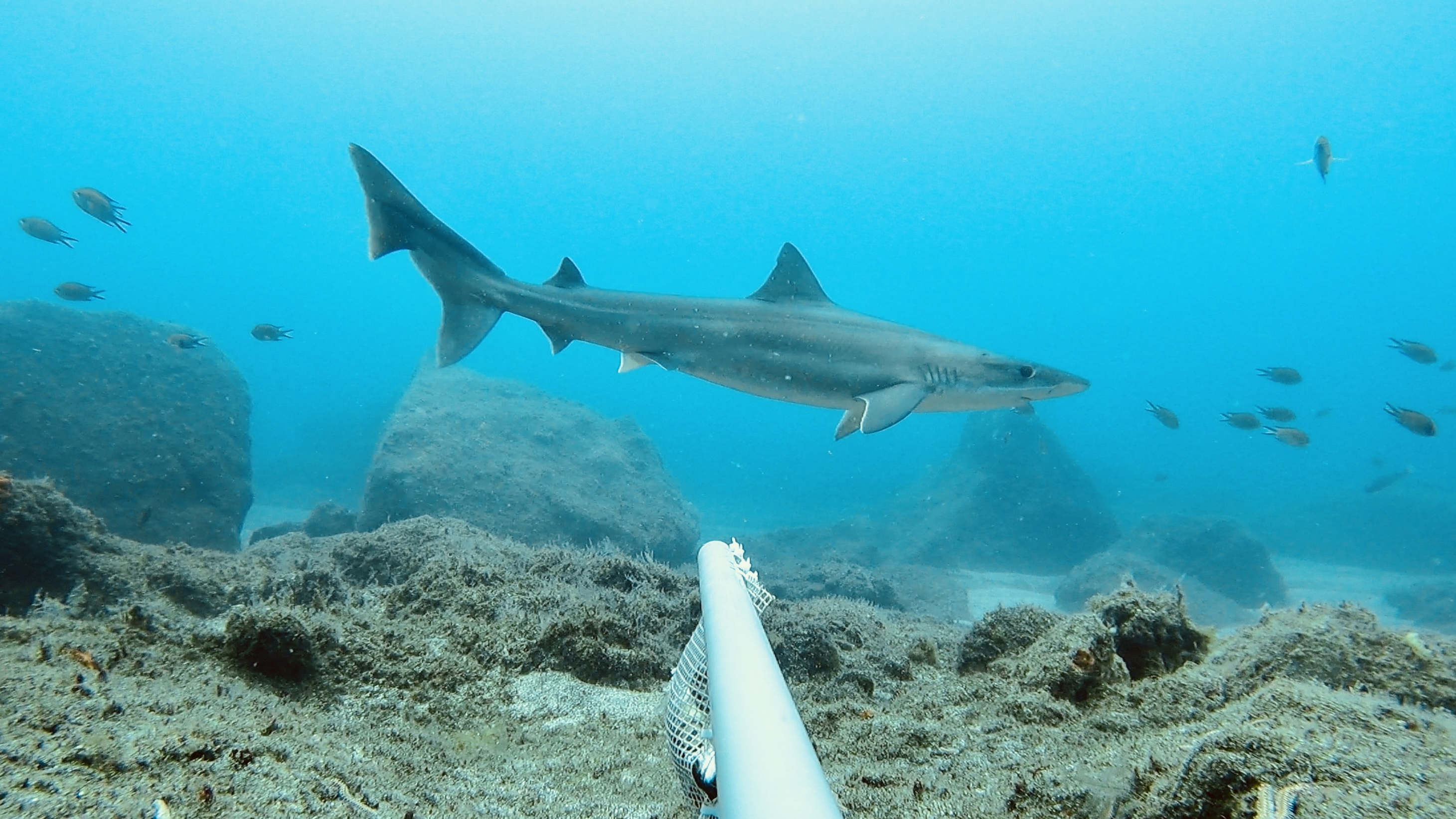
Galeorhinus galeus femelle, îles Desertas, Archipel de Madère, Portugal

L'âge des individus peut être lu en comptant le nombre de cernes de croissance (hyperminéralisation annuelle) de certaines vertèbres (cervicales ou précaudales), mais cette méthode nécessite une certaine habitude de la part du praticien, sinon le taux d'erreur augmente significativement.

## Distribution et habitats
Ce requin a une large distribution.
Il vit le plus souvent près du fond (à une profondeur d'environ 800 mètres) et principalement sur le plateau continental ou à ses abords de côtes dans les eaux tempérées.

On le trouve dans l'Atlantique nord-est et en mer Méditerranée (où il est rare) et dans l'hémisphère sud, dans le Sud-Ouest Atlantique, entre la Patagonie et le sud du Brésil ainsi que le long des côtes de la Namibie et d'Afrique du Sud.
Il est aussi présent dans le Pacifique nord-est (entre la Colombie-Britannique et la Basse-Californie), et dans le Sud-Est du Pacifique au large du Chili et du Pérou.
On le trouve enfin aussi devant le littoral sud de l'Australie, dont en Tasmanie et autour de la Nouvelle-Zélande.

## Alimentation
Le requin-hâ est piscivore mais mange aussi des calmars. Il semble peu sélectif dans le choix de ses proies. Le contenu stomacal étudié en Californie révèle un mélange de poissons abondants dans son milieu à l'époque de l'étude (sardines, poissons plats, sébaste et calmars).
Il s'alimente en eau libre de poissons pélagiques tels que les sardines, de calmars et près du fond où il consomme alors plutôt des espèces benthiques

## Comportement
Ce requin est voyageur et migrateur ; des individus marqués au Royaume-Uni ont par exemple été récupérés dans les Açores, les îles Canaries ou en Islande.

Des individus marqués en Australie ont parcouru 1 200 km le long de la côte alors que d'autres ont migré vers la Nouvelle-Zélande.

## Reproduction
Ovovivipare, ses œufs sont fécondés à l'intérieur de l’utérus et y restent durant le développement du fœtus (qui se nourrit de son sac vitellin) avant d'être expulsé dans le milieu marin.
Par rapport à d'autres espèces de poissons, la femelle produit peu d'ovules, mais son ovoviviparité fait que le taux de mortalité (naturelle) après naissance est faible.
Les mâles sont sexuellement matures quand ils mesurent environ 135 centimètres.
Les femelles le sont à environ 150 centimètres.
La période de gestation est d'environ un an.
Le nombre de fœtus en développement varie selon la taille de la mère de 28 à 38 environLes femelles semblent avoir des zones traditionnelles de mise bas dans les baies abritées et des estuaires où elles sont nées.
Les juvéniles restent un certain temps dans des zones de nourrissage alors que les adultes retournent vers des eaux plus profondes.

## État des populations, protection
L'UICN (23 janvier 2023) classe l'espèce en catégorie CR (en danger critique) dans la liste rouge des espèces menacées depuis 2020. Victime (parfois collatérale) de la pêche, le requin-hâ a vu sa population décliner de plus de 80 % en 80 ans.
En 2014, un cadavre de cette espèce a été trouvé échoué sur le littoral français du pas de Calais et nécropsié, il contenait une dizaine de plombs de chasse.
Quelques études cherchent, sur la base de techniques de capture-recapture et sur la base de modélisation à évaluer l'état des stocks et leur évolution, en Australie et Nouvelle-Zélande notamment, dont via l'équation de Lotka  la dynamique de population de cette espèce ou de certaines de ses sous-populations.
Une autre étude australienne publiée en 1998 suggérait déjà que l'intensité de la pêche pratiquée à cette époque conduirait inévitablement à une baisse continue de l'abondance de cette espèce dans les eaux australiennes, et qu'une réduction d'environ 20 % de la mortalité par pêche permettrait d'atteindre (avec une probabilité de 0,5) une stabilisation de la population, alors qu'une réduction de 42 % de cette mortalité permettrait (avec une probabilité de 0,8) de retrouver la biomasse mature équivalente à celle de 1996 au début 2011.
En septembre 2020, 21 requins ont été piégés par une des écluses de pêche située sur le littoral de l'Ile de Ré et certains requins ont failli y mourir.
En octobre 2024, un chasseur sous-marin a filmé un requin-hâ à Saint-Malo.